# Jaroslav Špaček
Jaroslav Špaček, född 11 februari 1974 i Rokycany, Tjeckoslovakien, är en tjeckisk före detta professionell ishockeyspelare.
Špaček inledde sin hockeybana i HC Plzeň där han spelade mellan 1992 och 1997 innan han värvades till Elitserien och Färjestad BK. I Färjestad var Špaček med att föra laget till SM-guld våren 1998. Špaček hade stor del i guldet med sitt offensiva backspel där han ingick i backpar med Roger Johansson och anfallstrion Jörgen Jönsson, Peter Nordström och Pelle Prestberg.
Samma sommar blev Špaček listad av Florida Panthers och han debuterade i NHL hösten 1998 för denna klubb.
Jaroslav Špaček har även spelat i Chicago Blackhawks, Columbus Blue Jackets, Edmonton Oilers, Buffalo Sabres, Montreal Canadiens och Carolina Hurricanes i NHL.
2006 spelade han Stanley Cup-final med Edmonton Oilers.
Spacek har representerat det tjeckiska landslaget vid flera tillfällen och har bland annat vunnit OS-guld 1998, OS-brons 2006 samt VM-guld 1999, 2001 och 2005.

## Meriter
- OS-guld 1998
- OS-brons 2006
- VM-guld 1999, 2001, 2005
- SM-guld 1998

## Klubbar
- HC Plzeň 1992–1997, 2004–2005, 2012–2013
- Färjestad BK 1997–1998
- Florida Panthers 1998–2000
- Chicago Blackhawks 2000–2002, 2005–2006
- Columbus Blue Jackets 2002–2004
- HC Slavia Prag 2004–2005
- Edmonton Oilers 2006
- Buffalo Sabres 2006–2009
- Montreal Canadiens 2009–2011
- Carolina Hurricanes 2011–2012